# Museo di belle arti (Gand)
Il Museo di belle arti (in olandese: Museum voor Schone Kunsten; abbreviatamente, MSK) è un museo situato a Gand, in Belgio. Si trova nel lato orientale del Citadelpark, vicino allo SMAK, Stedelijk Museum voor Actuele Kunst, o Museo d'arte moderna.
L'edificio fu disegnato dall'architetto municipale Charles van Rysselberghe intorno al 1900. Nel 2007 venne riaperto dopo quattro anni di restauri.

## Dipinti nel museo
- Puccio di Simone: Incoronazione della Vergine (1350).
- Hieronymus Bosch: San Girolamo in preghiera (c. 1482); Salita al Calvario (inizio del XVI secolo).
- Maarten van Heemskerck: Uomo dei dolori (1532).
- Tintoretto: Ritratto di Giovanni Paolo Cornaro (1561).
- François-Joseph Navez: La santa Veronica da Binasco (1816).
- Théodore Géricault: Ritratto di un cleptomane (1820).